# Chignolo d'Oneta
Chignolo [kiˈɲ(ː)ɔːlo] (Chignöl [kiˈɲøl] in dialetto bergamasco) è una frazione del comune di Oneta, posta su di una collina nella val del Riso, valle laterale della Valle Seriana.  Il borgo, oltre che con Oneta, ha avuto forti legami anche con la frazione Bondo del comune di Colzate. I pochi abitanti risiedono per la maggior parte nel nucleo principale del paese.

## Storia
Si narra che Chignolo sorse nel XIII secolo ad opera di alcuni gruppi di pastori giunti sul colle per fare pascolare i loro greggi: con il tempo essi costruirono prima baracche e poi abitazioni vere e proprie. Secondo la tradizione orale si trattava di quattro famiglie "Borlini". 
Per lungo tempo fu luogo di passaggio per chi da Bondo si dirigeva in Valle del Riso.
Nel XVII secolo, fu costruita la chiesa di San Bartolomeo, terminata nel 1630 ma elevata a Parrocchia solo nel 1738 dal vescovo Redetti. Il borgo fu da sempre parte del comune di Oneta.

## Curiosità
A Chignolo è stato dedicato un inno, musicato da Albino Poli e il cui testo è stato scritto da G.B. Borlini.

## Luoghi d'interesse
Luogo particolarmente interessante è la chiesa parrocchiale, dedicata a san Bartolomeo Apostolo che venne edificata nel 1472 con la posa della prima pietra il 4 settembre dal vescovo Giovanni Buccelleni.

## Escursioni
Partendo da Chignolo è possibile, a piedi, raggiungere la frazione Bondo del comune di Colzate, oltre che il santuario della Madonna del Frassino, chiesa distante circa due chilometri dal centro abitato di Oneta.

## Eventi
Durante l'estate vengono organizzate varie cene e tornei per intrattenere la gente del borgo.